# 2. česká fotbalová liga 2003/2004
Tento článek vypovídá o 2. nejvyšší fotbalové soutěži v Česku – o jejím jedenáctém ročníku. O ročníku 2003/04.
| Poř. | Tým                        | Z  | V  | R  | P  | VG | OG | B  |
| ---- | -------------------------- | -- | -- | -- | -- | -- | -- | -- |
| 1.   | FK Mladá Boleslav          | 30 | 16 | 7  | 7  | 50 | 24 | 55 |
| 2.   | 1. FK Drnovice             | 30 | 15 | 9  | 6  | 34 | 22 | 54 |
| 3.   | FC Bohemians Praha         | 30 | 13 | 12 | 5  | 37 | 21 | 51 |
| 4.   | SK Kladno                  | 30 | 15 | 5  | 10 | 47 | 27 | 50 |
| 5.   | FK AS Pardubice            | 30 | 14 | 4  | 12 | 40 | 35 | 46 |
| 6.   | FC Vysočina Jihlava        | 30 | 12 | 10 | 8  | 40 | 33 | 46 |
| 7.   | SK Hradec Králové          | 30 | 9  | 12 | 9  | 27 | 30 | 39 |
| 8.   | AC Sparta Praha „B“        | 30 | 9  | 11 | 10 | 32 | 24 | 38 |
| 9.   | FK SIAD Most               | 30 | 11 | 5  | 14 | 33 | 34 | 38 |
| 10.  | FC Vítkovice               | 30 | 9  | 10 | 11 | 28 | 36 | 37 |
| 11.  | 1. FC Brno „B“             | 30 | 11 | 3  | 16 | 36 | 40 | 36 |
| 12.  | SK Sigma Olomouc „B“       | 30 | 9  | 8  | 13 | 40 | 51 | 35 |
| 13.  | TJ Tatran Prachatice       | 30 | 9  | 7  | 14 | 31 | 49 | 34 |
| 14.  | FK Kunovice                | 30 | 9  | 6  | 15 | 25 | 43 | 33 |
| 15.  | 1. HFK Olomouc             | 30 | 7  | 11 | 12 | 21 | 35 | 32 |
| 16.  | SC Xaverov Horní Počernice | 30 | 8  | 8  | 14 | 25 | 42 | 32 |

## Soupisky mužstev
(v závorce za jménem je počet utkání a branek)

### FK Mladá Boleslav
Pavel Kučera (2/0),
Libor Macháček (6/0),
Miroslav Miller (22/0) –
Roman Bednář (22/10),
Miroslav Boniatti (10/1),
Tomáš Cigánek (28/5),
Tomáš Čáp (15/1),
Martin Čupr (26/1),
Radek Divecký (14/7),
David Gögh (14/2),
Damir Grlić (3/0),
Gökmen Kore (7/0),
Petr Krátký (30/2),
Tomáš Kulvajt (25/6),
Marek Matějovský (27/2),
Václav Paleček (4/0),
Tomáš Procházka (17/0),
David Rojka (23/7),
Tomáš Sedláček (22/3),
Jan Skoupý (22/0),
Jaromír Šmerda (12/0),
Jiří Vít (15/1),
Adrian Vizingr (22/0),
Radim Wozniak (25/1) –
trenéři Martin Pulpit (1.–15. kolo) a Milan Bokša a Luděk Zajíc (16.–30. kolo)

### 1. FK Drnovice
Tomáš Bureš (29/0),
Ladislav Kollár (1/0) –
Petr Bílek (28/3),
Daniel Břežný (28/3),
Jan Daněk (12/0),
Roman Gibala (14/1),
David Hodinář (9/0),
Pavel Holomek (25/5),
Jiří Krohmer (5/0),
Miloš Kropáček (10/0),
Stanislav Kučera (17/0),
Martin Lukšík (10/0),
Petr Macháň (25/4),
Zdeněk Opravil (12/1),
Milan Petržela (5/0),
Jaroslav Schindler (18/0),
Richard Sokol (6/1),
František Ševinský (9/2),
Jiří Šíma (23/0),
Rostislav Švec (22/0),
Miroslav Třasoň (25/5),
Vítězslav Tuma (19/4),
Tomáš Vajda (20/3),
Radomír Víšek (26/0),
Ivo Zbožínek (15/2) –
trenéři Václav Daněk (1.–15. kolo) a Josef Mazura (16.–30. kolo)

### FC Bohemians Praha
Pavel Raba (16/0),
Michal Václavík (14/0) –
Libor Baláž (23/5),
Aleš Bednář (25/4),
Keita Cučija (8/0),
Pavel Čapek (22/1),
Jiří Dozorec (16/0),
František Hanus (4/0),
Daniel Huňa (15/3),
Libor Janáček (29/0),
Jaroslav Kamenický (15/1),
Jiří Kopunec (2/0),
Zdeněk Koukal (14/1),
Michal Lesák (17/2),
Marcel Melecký (10/0),
Kamil Novotný (13/0), 
Pavel Novotný (5/0),
Miroslav Obermajer (26/2),
Jan Rajnoch (11/7),
Tomáš Strnad (25/0),
David Střihavka (23/3),
Ondřej Szabo (19/2),
Ondřej Švejdík (21/3),
Ivo Táborský (16/2),
Martin Třasák (28/1) –
trenéři Zdeněk Hruška (1.–15. kolo) a Dušan Uhrin ml. (16.–30. kolo)

### SK Kladno
Petr Kut (12/0),
Václav Winter (18/0) –
Martin Černoch (28/8),
Tomáš Fingerhut (9/0),
Filip Herda (28/1),
David Hlava (28/2),
Lukáš Hodan (19/0),
Radim Holub (26/9),
Lukáš Hrabák (8/0),
František Jakubec (2/0),
Pavel Janeček (16/0),
Václav Kalina (23/3),
Lukáš Killar (8/0),
Tomáš Klinka (28/9),
Lukáš Kreuz (26/5),
Tomáš Marek (28/1),
Marcel Melecký (11/0),
Bohuslav Strnadel (21/1),
Jan Suchopárek (27/6), 
Jan Trousil (29/2),
Jiří Veselý (1/0),
Tomáš Vlasatý (21/0),
Michal Zachariáš (1/0) –
trenér Miroslav Koubek

### FK Atlantic Slovan Pardubice
Jiří Bertelman (6/0),
David Šimon (25/0) –
Milan Bakeš (25/3),
Libor Bosák (15/2),
Radek Bukač (23/6),
Radek Dolejský (2/0),
Tomáš Dujka (10/0),
Marek Jandík (1/0),
Jiří Kaciáň (27/5),
Josef Kaufman (24/0),
Michal Kocourek (2/0),
Zdeněk Koukal (12/2),
Peter Krutý (14/2), 
Tomáš Kučera (15/1),
Ivan Martinčík (7/0),
Michal Mojík (10/0),
Jaroslav Moník (12/0),
Pavel Němeček (30/1),
Marián Palát (25/1),
Petr Pavlík (14/6),
Martin Pazdera (17/2),
Tomáš Peteřík (22/3),
Libor Púčala (13/3),
Dima Rogovik (1/0),
Zdeněk Ševčík (12/2),
Jan Šimáček (8/0),
Radek Vrážel (10/0), 
Pavel Vrba (23/0) –
trenéři Ivan Pihávek a Lukáš Dubský

### FC Vysočina Jihlava
Martin Bílek (3/0/1),
Michal Vorel (28/0/10) –
Pavel Bartoš (18/1),
Petr Baštař (20/2),
David Čep (28/2),
Aleš Hošťálek (28/5),
Michal Kadlec (20/0),
Tomáš Kaplan (24/10),
David Kotrys (27/1),
Jiří Liška (17/0),
Jiří Malínek (17/0),
Jan Navrátil (14/0),
Michal Pacholík (17/1),
Lukáš Polónyi (15/3),
Ondřej Šourek (24/0),
Lukáš Vaculík (12/0),
Vladimír Vácha (1/0),
Karel Večeřa (30/6),
Michal Veselý (29/1),
Petr Vladyka (29/3),
Jiří Vorlický (4/0) –
trenér Jaroslav Netolička

### SK Hradec Králové
Karel Podhajský (28/0),
Luboš Přibyl (1/0),
Martin Svoboda (3/0) –
Michal Blažej (5/0),
Tomáš Bouška (13/3),
David Breda (19/1),
Jaroslav David (11/0),
Jiří Dujsík (2/0),
Radek Gorol (1/0),
Tomáš Jirsák (16/0),
Radek Jůn (26/7),
Roman Juračka (8/0),
David Kalousek (26/0),
Daniel Kaplan (17/0),
Dalibor Karnay (1/0),
Filip Klapka (27/1),
Jan Kraus (9/3),
Pavel Krmaš (1/0),
Pavel Kubeš (12/0),
Tomáš Kučera (12/0),
Pavel Lukáš (23/0),
Aleš Majer (7/0),
Martin Merganc (11/1),
Jaroslav Moník (6/1),
Vítězslav Mooc (4/0),
Jiří Poděbradský (3/0),
Petr Pokorný (4/0),
Miroslav Poliaček (3/0),
Adrian Rolko (27/3),
Michal Seman (10/1),
Radek Sláma (12/1),
Ladislav Šebek (8/1),
Zdeněk Ševčík (6/0),
Michal Šmarda (26/2),
Michal Vaniš (6/0),
Miroslav Zemánek (27/1) –
trenéři Leoš Kalvoda (1.–6. kolo), Vladimír Táborský (7.–15. kolo), Martin Pulpit (16.–23. kolo) a Zbyněk Dujsík (24.–30. kolo)

### AC Sparta Praha „B“
David Bičík (4/0),
Tomáš Grigar (10/0),
Aleš Hruška (2/0),
Petr Kouba (1/0),
Michal Špit (13/0) –
Patrice Abanda (15/0),
Miroslav Baranek (7/1),
Radek Dosoudil (23/0),
Jan Flachbart (5/0),
Igor Gluščević (1/0),
Vladimir Gluščević (18/9),
Jan Holenda (23/1),
Radim Holub (1/0),
Jiří Homola (11/0),
Ondřej Honka (1/0),
Marek Jarolím (25/2),
Patrik Ježek (2/0),
Petr Johana (2/0),
Tomáš Jun (1/0),
Martin Klein (6/0),
Daniel Kolář (2/0),
David Kopta (27/0),
Miroslav Král (1/0),
Pavel Krmaš (7/2),
Michal Kropík (3/0),
Miroslav Krulich (12/0),
Štěpán Kučera (14/4),
Vladimír Labant (1/0),
Pavel Malcharek (9/3),
Petr Malý (14/0),
Michael Mecerod (2/0),
Rastislav Michalík (1/0),
Josef Obajdin (9/1),
Michal Pávek (1/0),
Tomáš Pechar (2/1),
Pavel Pergl (4/0),
Martin Petráš (4/0),
Mirko Poledica (6/0),
Tomáš Rada (2/0),
Jiří Rosický (13/0),
Tomáš Sivok (1/2),
Petr Šťastný (9/1),
Martin Vastl (1/0),
Ladislav Volešák (25/3),
Jan Vondra (6/0),
Lukáš Zelenka (4/0),
Michal Zelenka (27/0),
Michael Žižka (28/2) –
trenéři Václav Kotal (1.–15. kolo) a Boris Kočí (16.–30. kolo)

### FC MUS Most
Michal Kýček (27/0), 
Lukáš Macháček (4/0),
Martin Slavík (1/0) –
Jiří Adamec (11/1),
Martin Boček (7/1),
Adam Brzezina (23/4),
Ladislav Doksanský (1/0),
Marek Endl (28/1),
Miroslav Heinc (1/0),
Ladislav Jamrich (3/0),
Jiří Jedinák (5/0),
Petr Jendruščák (14/4),
Jiří Kostečka (9/0),
Pavel Košťál (15/0),
Lubomír Langer (10/2),
Michal Macek (27/2),
Jakub Mejzlík (17/1),
Milan Páleník (10/0),
Vladimír Pešek (1/0),
Tomáš Pilař (26/3),
Tomáš Poláček (28/1),
Libor Polomský (2/0),
Jan Procházka (18/2),
Tomáš Rada (19/0),
Stanislav Salač (1/0),
Michal Salák (3/0),
Petr Sedlák (20/1),
Richard Sitarčík (10/2),
Jan Svátek (29/5),
Jaroslav Škoda (24/0),
Petr Zábojník (24/2) –
trenéři Michal Zach (1.–24. kolo) a Přemysl Bičovský (25.–30. kolo)

### FC Vítkovice
Tomáš Grigar (14/0),
Marián Kello (4/0),
Mário Mada (13/0) –
Jindřich Bittengl (2/0),
Martin Bystroň (2/0),
Miroslav Černý (26/5),
Radim Derych (4/1),
Jindřich Dohnal (25/6),
Tomáš Freisler (23/3),
Tomáš Janoviak (12/0),
Martin Kadeřávek (8/0),
Miroslav Kaloč (27/0),
Daniel Kaspřík (13/1),
Marek Kloupar (1/0),
Pavel Kunc (5/1),
Ondřej Kušnír (15/0),
Daniel Kutty (15/1),
Pavel Malcharek (15/0),
Josef Mikula (9/0),
Tomáš Mikulenka (24/0),
Roman Musial (10/0),
Lukáš Nechvátal (12/0),
Lubomír Němec (23/1),
Radek Pilař (14/1),
David Pražák (5/0),
Milan Prčík (23/0),
Daniel Rygel (14/4),
Ondřej Smetana (26/4),
Martin Švec (1/0),
Martin Tabaček (7/0),
Aleš Vojáček (22/0) –
trenéři Bohuš Keler (1.–12. kolo), Lubomír Vlk (13.–15. kolo) a Václav Daněk (16.–30. kolo)

### 1. FC Brno „B“
Tomáš Belic (5/0),
Peter Brezovan (22/0),
Martin Doležal (3/0) –
Tomáš Abrahám (1/0),
Michal Belej (11/0),
Roman Drga (23/2),
Martin Dupal (23/0),
Lukáš Hlavatý (15/2),
Zdeněk Houšť (23/2),
Filip Chlup (9/1),
Ladislav Jirásek (2/0),
Martin Kotůlek (1/0),
Karel Kroupa (15/7),
Miloš Krško (2/0),
Patrik Křap (5/0),
Petr Křivánek (5/0),
Zdeněk Látal (23/2),
Tomáš Máša (20/1),
Pavel Mezlík (10/4),
Radek Mezlík (24/0),
Petr Musil (3/1),
Tomáš Návrat (6/1),
Jan Nečas (9/0),
Zdeněk Partyš (24/0),
Zdeněk Polák (2/0),
Miroslav Poredský (18/0),
Aleš Schuster (3/1),
Petr Schwarz (26/2),
Pavel Simr (27/9),
Radim Stér (10/0),
Radomír Šimek (4/0),
Petr Švancara (3/0),
Pavel Vojtíšek (14/1),
Jan Zich (8/0),
Marek Zúbek (5/0),
Martin Živný (7/0) –
trenéři Stanislav Schwarz (1.–15. kolo) a Petr Maléř (16.–30. kolo)

### SK Sigma Olomouc „B“
Tomáš Černý (10/0),
Todor Kjučukov (20/0),
Martin Vaniak (1/0) –
Peter Babnič (1/0),
Tomáš Bouška (2/0),
Robert Caha (3/0),
Jaroslav Černý (15/1),
Vlastimil Fiala (2/0),
Tomáš Glos (15/1),
Vladimír Hrubý (1/0),
Michal Hubník (20/9),
Roman Hubník (2/0),
Martin Hudec (2/0),
Ondřej Jorda (4/0),
Václav Jordánek (18/1),
Petr Kobylík (16/1),
Martin Kobylík (2/0),
Radim Kopecký (3/0),
Ivo Krajčovič (19/1),
Martin Král (1/0),
Stanislav Krpec (20/1),
Filip Lukšík (1/0),
Tomáš Mazouch (9/1),
Jaroslav Prekop (28/2),
Martin Pulkert (21/1),
Tomáš Randa (2/0),
David Rojka (3/0),
Filip Rýdel (23/1),
Jan Schulmeister (4/0),
Vojtěch Schulmeister (25/10),
Patrik Siegl (5/3),
Lumír Stoklásek (18/0),
Michal Ševela (25/1),
Aleš Škerle (26/1),
Radek Špiláček (1/0),
Pavel Šultes (1/1),
Radek Švrčina (19/0),
Aleš Urbánek (1/0),
Michal Vepřek (6/0),
Martin Vyskočil (10/3),
Michal Vyskočil (8/0),
Tomáš Vývoda (3/0) –
trenér Zdeněk Psotka

### TJ Tatran Prachatice
Zdeněk Křížek (1/0), 
Michal Minár (6/0),
Karel Neumann (9/0),
Marek Rodák (14/0) –
Pavel Babka (29/0),
Petr Bouchal (21/1),
Jan Bumba (2/0),
Peter Cserge (26/0),
David Dvořák (5/0),
Vlastimil Grombíř (24/0),
Erik Koršala (9/1),
Tomáš Kostka (24/5),
David Kubiš (30/1),
Peter Kuračka (24/3),
Jaroslav Ludačka (29/1),
Václav Mrkvička (25/5),
Igor Nitrianský (23/0),
Luboš Pecka (30/5),
Tomáš Rambous (1/0),
Stanislav Rožboud (24/6),
Kamil Tobiáš (28/2),
Milan Vrzal (24/1),
Václav Zedník (5/0) –
trenéři Miroslav Soukup (1.–15. kolo) a Karel Musil (16.–30. kolo)

### FK Kunovice
Michal Kosmál (28/0),
Jan Zubík (2/0) –
René Bábíček (16/0),
Rudolf Bíly (30/3),
Daniel Čakajík (10/0),
Petr Faldyna (4/4),
Tibor Goljan (7/0),
Róbert Hejčík (8/0),
Michal Hlavňovský (13/2),
Vladimír Chalupa (14/1),
Aleš Chmelíček (5/1),
Jaroslav Josefík (22/1),
Martin Kasálek (12/0),
David Kopčil (27/2),
Marek Kučera (26/0),
Josef Lukaštík (13/1),
Petr Lukeš (21/2),
Daniel Máčala (29/1),
Pavel Mačuda (13/0),
David Macháček (12/1),
Lukáš Matůš (29/2),
Jiří Řezník (6/0),
Roman Šimeček (14/0),
Jiří Vojtěšek (13/0),
Libor Zapletal (17/2),
Petr Zemánek (19/1),
Pavel Žák (8/0) –
trenér Lubomír Blaha st.

### 1. HFK Olomouc
Petar Aleksijević (7/0),
Miroslav Hrdina (7/0),
Pavel Kykal (9/0),
Miroslav Ondrůšek (8/0) –
Lukáš Černín (9/0),
Lukáš Fujerik (9/0),
Jiří Gába (23/1),
Jiří Henkl (25/2),
Tomáš Ineman (15/0),
Radek Janeček (21/1),
Lukáš Jiříkovský (4/0),
Marek Kaščák (1/0),
Rastislav Kaščák (12/0),
Kamil Kořínek (26/3),
Lubomír Langer (8/0),
Miroslav Laštůvka (13/3),
Ivo Lošťák (26/1),
Ondřej Lukáš (9/0),
Pavel Machač (5/0),
David Mydlo (24/0),
Roman Nohavica (22/1),
Zdeněk Opravil (10/0),
Lubomír Pinkava (20/2),
Radek Řehák (22/0),
Michal Spáčil (27/2),
Bohuslav Šnajdr (27/4),
Zdeněk Štěpanovský (21/0),
Petr Voral (10/0) –
trenéři Luděk Kokoška (1.–17. kolo) a Vítězslav Kolda (18.–30. kolo)

### SC Xaverov Horní Počernice
Václav Marek (7/0),
Martin Svoboda (4/0),
Petr Víšek (20/0) –
Vladimír Bálek (15/0),
Pavel Bartoš (26/2),
Zdeněk Bečka (19/0),
Jozef Csölle (20/1),
Ladislav Doseděl (7/0),
Martin Frýdek (28/2),
Miodrag Gak (5/0),
Josef Galbavý (22/4),
Miroslav Hendrych (27/3),
Roman Janoušek (10/1),
Jindřich Jirásek (23/3),
Dalibor Karnay (14/0),
Miroslav Laštůvka (10/0),
Jaroslav Ložek (8/0),
Lukáš Marek (20/0),
Lubomír Myšák (22/2),
Jan Penc (22/2),
Marek Smola (14/0),
Filip Stibůrek (13/0),
Jaroslav Svozil (15/0),
Milan Šafr (8/0),
Michal Šimeček (8/0),
Radek Šindelář (26/5),
Milan Švec (2/0),
Aleš Vašíček (3/0) –
trenéři Juraj Šimurka (1.–7. kolo), Jiří Dunaj (8.–9. kolo), Miloslav Machálek a Luděk Kokoška (10.–30. kolo)